# Reynaudia filiformis
Reynaudia filiformis là một loài thực vật có hoa trong họ Hòa thảo. Loài này được (Spreng. ex Schult.) Kunth miêu tả khoa học đầu tiên năm 1830.